# Maridoe Golf Club

Maridoe Golf Club, tidigare Columbian Country Club of Dallas och The Honors Golf Club, är en privat golfklubb som ligger i Carrollton, Texas i USA.
Golfklubben har en golfbana och som designades senast av Steve Smyers. Golfbanan har 18 hål och är totalt cirka 7 163 meter (7 834 yards) lång och där par är 72.

## Historik
Golfklubben grundades 1951 som Columbian Country Club of Dallas. Den döptes senare om till The Honors Golf Club. År 2014 köpte Albert Huddleston, affärsman inom petroleum och som ingår som ingift i släkten tillhörande Haroldson L. Hunt, golfklubben och byggde helt om golfklubbens golfbana. Det uppskattades att det kostade Huddleston uppemot 30 miljoner amerikanska dollar och som betalades ur hans egna ficka. Huddleston har dock hävdat att kostade betydligt mer än så för att slutföra byggprojektet. År 2017 blev den nya golfbanan invigd.

## Tävlingar
Maridoe Golf Club kommer att stå som värd för Liv Golf Dallas den 20–22 september 2024.